# Slimnic
Slimnic là một xã thuộc hạt Sibiu, România. Dân số thời điểm năm 2002 là 3669 người.